# Arvid Östman
Arvid Herman Östman (Kolsva, 31 agosto 1902 – Bålsta, 2 marzo 1984) è stato un lottatore svedese, specializzato nella lotta greco-romana.

## Biografia
Originario di  Kolsva, fu tesserato per la Djurgårdens Idrottsförening, polisportiva dell'isola di Djurgården a Stoccolma.
Rappresentò la Svezia ai Giochi olimpici estivi di Parigi 1924, dove fu eliminato al secondo turno del torneo dei pesi gallo, a seguito delle sconfitte subite contro gli ungheresi Armand Magyar e József Tasnádi.